# Constantin Lipsius
Constantin Lipsius, född 20 oktober 1832 i Leipzig, död 11 april 1894 i Dresden, var en tysk arkitekt, son till Karl Heinrich Adelbert Lipsius, bror till Richard Adelbert Lipsius.
Lipsius studerade i Leipzig och Dresden och var från 1881 professor vid konstakademien i sistnämnda stad. Bland hans byggnadsverk är att nämna i Leipzig Johanneshospitalet (1872) och, i samarbete med August Hartel, Peterskyrkan och i Dresden konstakademiens ståtliga renässansbyggnad (1890–1891) på Brühlska terrassen. Lipsius utgav Gottfried Semper in seiner Bedeutung als Architekt (1880).